# アルト・サクソフォーン
アルト・サクソフォーン（アルト・サックス）は木管楽器のサクソフォーン族の一種。ベルギーの楽器設計者アドルフ・サックスにより1840年代に発明され、1846年に特許が取得された。変ホ調の楽器で、テナー・サクソフォーンよりも小さくソプラノ・サクソフォーンより大きい。最もよく使われるサクソフォーンであり、ポピュラー音楽、コンサート・バンド、室内楽、ソロ・レパートリー、軍楽隊、マーチングバンド、ジャズ（ビッグバンド、ジャズ・コンボ、スウィング・ジャズなど）でよく使われる。異なるサクソフォーンでも運指はすべて同じなため、サクソフォーン奏者はいずれの種類のサクソフォーンも演奏できる。
アルト・サクソフォーンはジャズの発展において顕著な役割を果たした。重要な貢献をし大きな影響を及ぼしたジャズミュージシャンとしてドン・レッドマン、ジミー・ドーシー、ジョニー・ホッジス、ベニー・カーター、チャーリー・パーカー、ソニー・スティット、リー・コニッツ、ジャッキー・マクリーン、フィル・ウッズ、アート・ペッパー、ポール・デスモンド、キャノンボール・アダレイなどがいる。
クラシック音楽におけるアルト・サクソフォーンの役割は限定されているが、大きな影響を及ぼした演奏者としてマルセル・ミュール、シーグルト・ラッシャー、ジャン＝マリー・ロンデックス、ユージン・ルソー、フレデリック・ヘムケなどがいる。

## 音域
アルト・サクソフォーンの音域は実音のD♭3 (中央ハの下のD♭。音名・階名表記#オクターヴ表記の「国際式」を参照。）から実音のA♭5（ハイF♯キーを備えた楽器ではA5）までである。必要な場合は、足をベルにかぶせて音域をC3にまで拡張することもできる。ほとんどの種類のサクソフォーンと同様に、記音での標準的な音域はB♭3からF6（もしくはF♯6）までである。それより上のアルティッシモ音域はF♯6（もしくはG6）から始まり、より高い音域に拡張できる。サクソフォーンのアルティッシモ音域は他の木管楽器のアルティッシモ音域よりも制御が難しく、通常は上級奏者のみに期待されている。
アルト・サクソフォーンは移調楽器であり、記音より長六度低い音が鳴る。

## アルト・サクソフォーン奏者

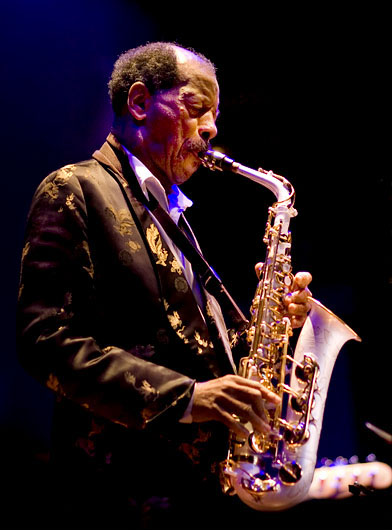
アルト・サックスを演奏するフリー・ジャズのパイオニアオーネット・コールマン

特筆すべきジャズのアルト・サクソフォーン奏者としてチャーリー・パーカー、キャノンボール・アダレイ、ジョニー・ホッジス、ポール・デスモンド、ベニー・カーター、オーネット・コールマン、ボビー・ワトソン、エリック・ドルフィー、マーシャル・アレン、アート・ペッパー、ジュリアス・ヘンフィル、オリヴァー・レイク、アンソニー・ブラクストン、ヘンリー・スレッギル、カルロス・ワード、デイヴィッド・サンボーン、デイヴ・コーズ、トム・スコット、パキート・デリヴェラ、ジョン・ゾーン、ティム・バーン、スティーヴン・ウィルソン、スティーヴ・コールマン、グレッグ・オズビー、ヴィンセント・ハーリング、マーク・グロス、ケニー・ギャレット、ジェフ・コフィンが挙げられる。
特筆すべきクラシック音楽のアルト・サクソフォーン奏者としてティモシー・マカリスター、ジャン＝イヴ・フルモー、ローレンス・グオゼス、ドナルド・シンタ、ハーヴェイ・ピッテル、ラリー・ティール、ケネス・ツェー、アルノ・ボーンカンプ、ハリー・ホワイト、オーティス・マーフィー、クロード・ドゥラングルが挙げられる。
カドリ・ゴパルナスはこの楽器のためのカルナータカ音楽のパイオニアであった。

## 製造業者
現在サクソフォーンを製造している企業としてビュッフェ・クランポン、KHS/ジュピター、コーン・セルマー、セルマー・パリ、ヤマハ、ルブラン/Vito、カイルヴェルト、キャノンボール、P. モーリア、ヤナギサワが挙げられる。
新品のアルト・サクソフォーンの価格帯は低品質のスチューデントモデルで3万円台のものから、プロ用楽器では80万円を越えるものまである。

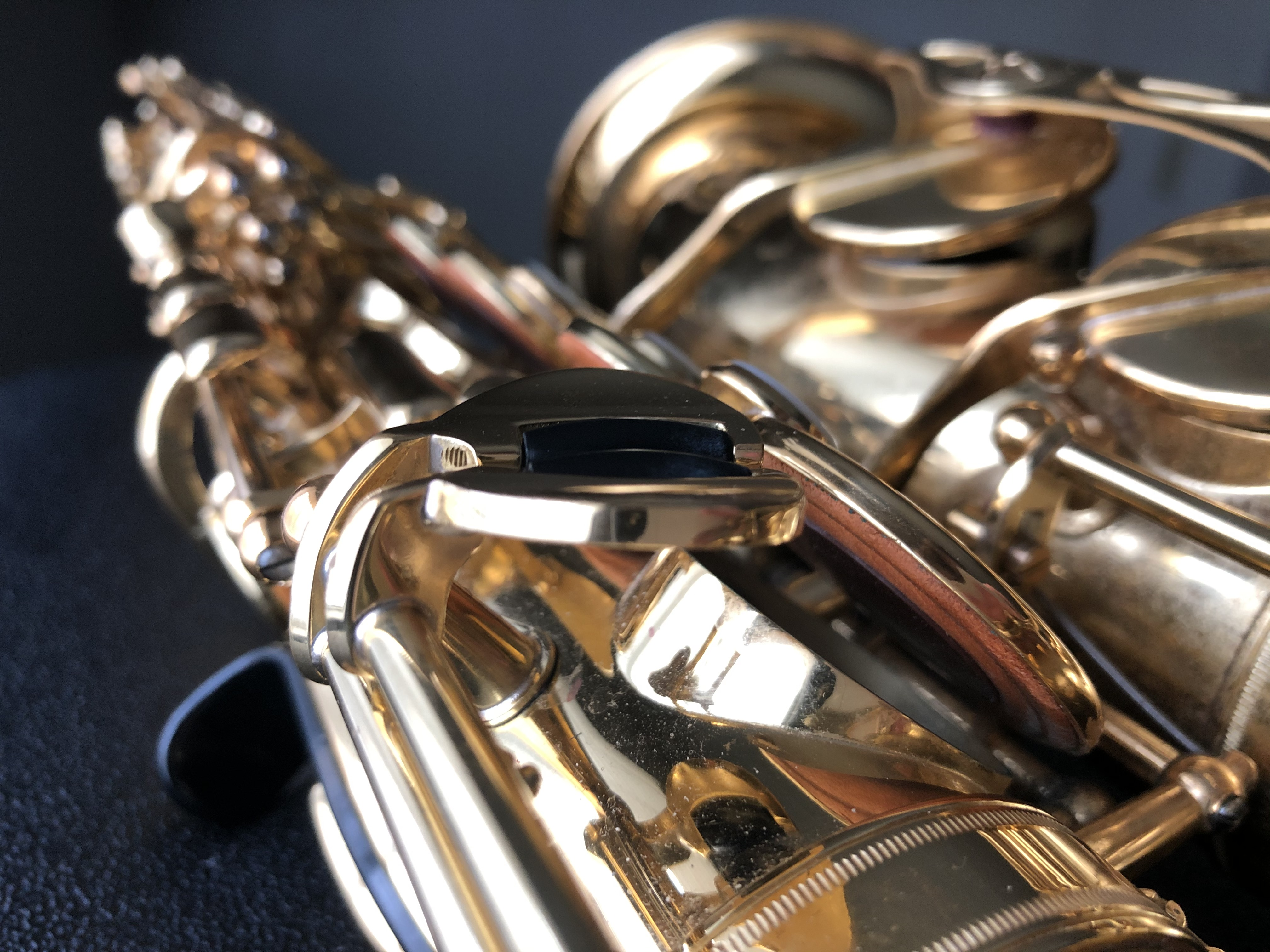
ヤマハ YAS-62 アルト・サクソフォーン

## クラシック音楽の作品
アルト・サクソフォーンはオーケストラやピアノやウィンド・シンフォニーとのソロ作品を含む多くのクラシックの作品がある。2つの重要なソロ曲としてジャック・イベールの『室内小協奏曲』とアレクサンドル・グラズノフの『協奏曲変ホ長調』がある。
アルト・サクソフォーンはコンサート・バンドやサクソフォーン四重奏の標準的な編成に含まれる。アレクサンドル・グラズノフは『サクソフォーン四重奏曲変ロ長調』を1932年に作曲した。
アルト・サクソフォーンはオーケストラ音楽で用いられることもある。アルト・サクソフォーンが用いられる曲のうちいくつかを以下に示す。
- ジョルジュ・ビゼーは『アルルの女』の第2組曲の『間奏曲』と『メヌエット』でフィーチャーしている。
- リヒャルト・シュトラウスの『家庭交響曲』で用いられている。編成にはヘ調のアルト・サクソフォーンを含む4本のサクソフォーンのパートが含まれている。
- ドミートリイ・ショスタコーヴィチは『舞台管弦楽のための組曲』でアルトを用いており、『ワルツ第2番』では有名なソロがある。『ジャズ組曲第1番』『ジャズ組曲第2番』でも用いている。
- モーリス・ラヴェルはモデスト・ムソルグスキーの『展覧会の絵』のオーケストラ版でアルト・サクソフォーンを顕著に用いていおり、『古城』でとりわけ目立つソリストとして用いている。
- アルバン・ベルクは晩年の作品でアルト・サクソフォーンを用いており、特筆すべき作品として『ぶどう酒』、『ルル』、『ヴァイオリン協奏曲』がある。
- セルゲイ・ラフマニノフは『交響的舞曲』の第1楽章でソリストとしてアルト・サクソフォーンを用いている。
- ジョージ・ガーシュウィンは『ラプソディ・イン・ブルー』や『パリのアメリカ人』などいくつかの作品で用いている。
- ピエール・ブーレーズは『プリ・スロン・プリ』で2本のアルト・サクソフォーンを用いている。
- ベンジャミン・ブリテンは『シンフォニア・ダ・レクイエム』と『パゴダの王子（英語版）』でアルトを用いている。
- レナード・バーンスタインは『『ウエスト・サイド物語』からのシンフォニック・ダンス』でアルトを用いている。
- ヴァンサン・ダンディはオペラ『フェルヴァール（英語版）』で2本のアルトを用いている。
- ダリウス・ミヨーは『世界の創造』でアルトを用いており、スコアでは通常ビオラがある位置に書かれている。
- アラン・ペッテションは『交響曲第16番』でアルトを用いている。
- クシシュトフ・ペンデレツキはオペラ『ルダンの悪魔（英語版）』で2本のアルトを用いている。
- アラム・ハチャトゥリアンはバレエ『ガイーヌ』でアルトを用いている。
- ポウル・ルーザスは管弦楽組曲『Concerto in Pieces』でアルト・サクソフォーンに重要なソロを書いている。
- エリック・コーツは1936年にアルトのために『Saxo-Rhapsody』を書いた。
- クロード・ドビュッシー『サクソフォーンと管弦楽のための狂詩曲』でアルトをフィーチャーした。
- ポール・クレストンはアルトのための協奏曲、ソナタ（ピアノとの）、狂詩曲（オルガンとの）を書き、サクソフォーン四重奏のための組曲でも用いた。
- ロナルド・ビンジ（英語版）はアルト・サクソフォーンのための変ホ長調の協奏曲（1956年）を書いた。
- アラン・ホヴァネスはバレエ『Is There Survival』（『King Vahaken』としても知られる）でアルトを用い、演劇『The Flowering Peach』のための劇付随音楽のパートとして用いた。
- バルトーク・ベーラはバレエ『かかし王子』でアルトを用いた（テナー、バリトン・サックスとともに）。